# شانون ميتشيل
شانون ميتشيل (بالإنجليزية: Shannon Mitchell)‏ هي لاعب كرة قدم أمريكية أمريكية، ولدت في 28 مارس 1972 في ألكوا في الولايات المتحدة.

## وصلات خارجية
- شانون ميتشيل على موقع مرجع كرة القدم المحترفة.كوم (الإنجليزية)
- شانون ميتشيل على موقع JustSportsStats.com (الإنجليزية)
- شانون ميتشيل على موقع كلية كرة القدم في سبورتس رفرنس.كوم (الإنجليزية)